# Gabriel von Collenbach
Heinrich Gabriel Josef Gaston Emil Willibald Ghilen, Freiherr von Collenbach (* 5. Juli 1773 in Aachen; † 23. Februar 1840 in Bežanec in Kroatien) war ein österreichischer Offizier, zuletzt Feldmarschallleutnant. Collenbach wurde kaiserlicher Kämmerer und war Inhaber des Infanterie-Regiments Prinz Leopold beider Sizilien Nr. 22.

## Leben

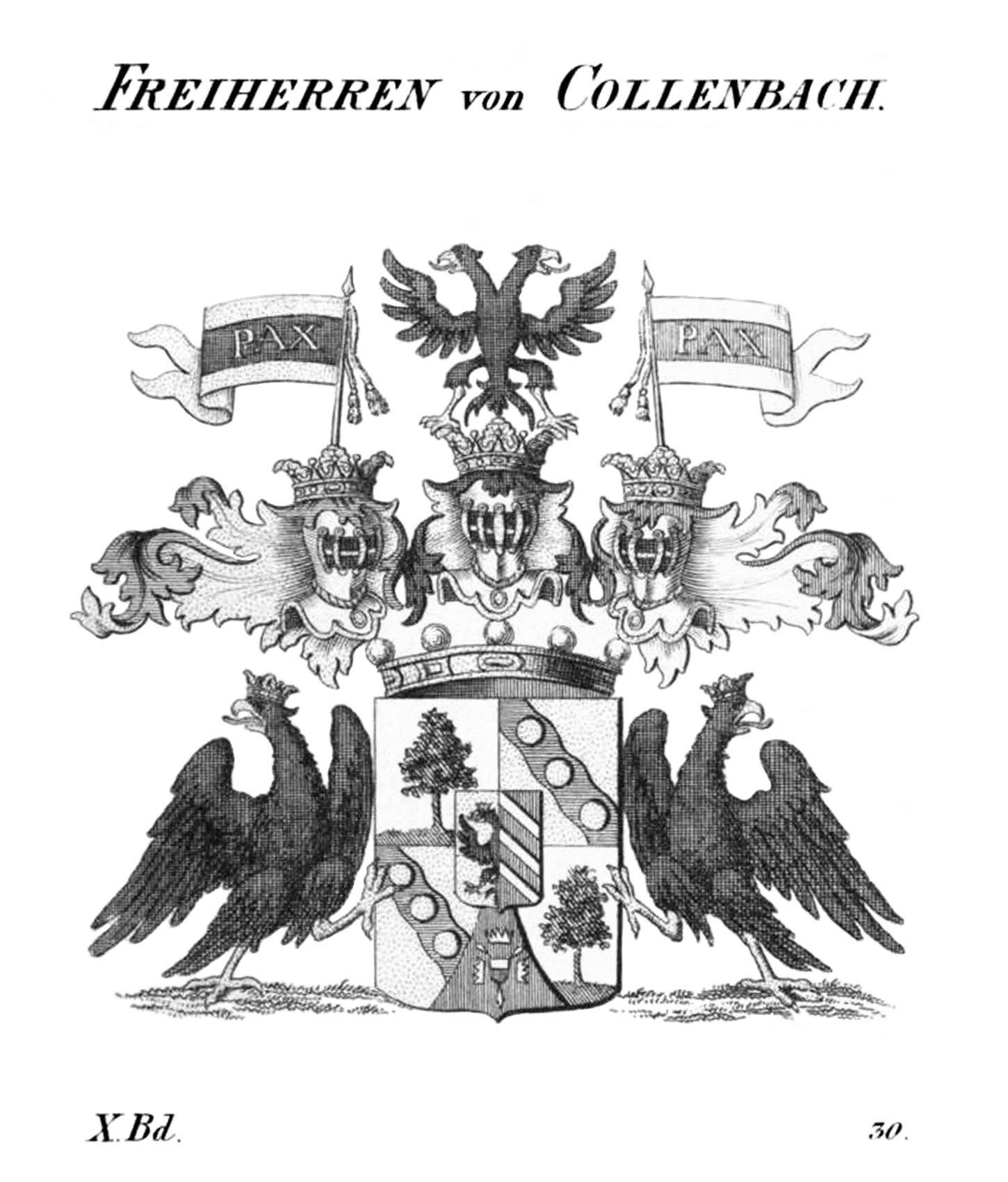
Wappen der Freiherren von Collenbach

### Familie
Gabriel Freiherr von Collenbach entstammte der angesehenen Familie Collenbach aus dem Herzogtum Berg, die 1763 in den österreichischen Freiherrenstand und 1771 in den Reichsfreiherrenstand erhoben wurde. Sein Vater Franz Gabriel Cornelius Freiherr von Collenbach (1740–1830) war ein Neffe des Heinrich Gabriel von Collenbach und wurde kurpfälzischer Regierungsrat. Er heiratete 1764 Maria Theresia von Clotz zu Streithagen, die Tochter des kurpfälzischen Hofkammerrates und Amtmanns von Winnendahl Johann Berthold von Clotz aus dem alten Aachener Patriziergeschlecht Clotz. Die Schwester von Gabriels Vater, Johanna Maria Therese von Collenbach (1737–1781), heiratete den Aachener Schöffen Matthias Joseph von Clotz (1722–1780). Aus dieser Ehe stammte Gabriels Vetter, der Aachener Schöffe und Bürgermeister Kaspar Joseph von Clotz (1762–1818). Der Aachener Bürgermeister und Nadelfabrikant Cornelius von Guaita (1766–1821) war ein Großcousin.
Gabriels Eltern hatten sechs Kinder, vier Söhne und zwei Töchter. Gabriels jüngerer Bruder Franz Freiherr von Collenbach (1781–1861) wurde Geheimer Justizrat und Generaladvokat am rheinischen Appellationsgerichtshof in Köln. Seine jüngere Schwester Anna Freiin von Collenbach (1775–1848) heiratete den königlich preußischen Geheimen Regierungsrat und Landrat des Kreises Geilenkirchen Joseph von Fürth.

### Militärischer Werdegang
Collenberg trat am 1. Juli 1788 als Kadett in das Infanterie-Regiment Graf Clerfayt Nr. 9 ein und wurde am 21. September 1788 zum Fähnrich, am 10. Oktober 1790 zum Unterleutnant und 1. November 1792 zum Oberleutnant befördert. Während des Ersten Koalitionskrieges kämpfte er im Gefecht zu Mannheim bei einem Angriff mit Freiwilligen auf die feindliche Schanze in der Nacht vom 10. auf den 11. November 1795 mit Auszeichnung. Im folgenden Bericht des Generals der Kavallerie Dagobert Sigmund von Wurmser vom 12. November 1795 wurde er namentlich erwähnt. Für seine Tapferkeit erhielt er das Ritterkreuz des Militär-Maria-Theresien-Orden und die Beförderung zum Hauptmann.
Als solcher kam Collenbach im Februar 1796 zum Infanterie-Regiment Fürst Reuß-Plauen Nr. 17 und nahm noch im gleichen Jahr mit dem Regiment an der Belagerung von Kehl teil. 1797 und 1799 gehörte er zur Armee in Italien. Im Oktober 1804 wurde er als Major zum Infanterie-Regiment Fürst Reuß-Greiz Nr. 55 versetzt und geriet bei Ulm im Oktober 1805 in Kriegsgefangenschaft, aus der nach zwei Wochen auf Ehrenwort wieder entlassen wurde. Anfang Juni 1808 wurde er zum Oberstleutnant im Infanterie-Regiment Erzherzog Franz Karl Nr. 52 befördert, machte den Feldzug von 1809 mit und geriet im Mai 1809 bei Tarvis erneuert in Gefangenschaft. Am 3. Juli 1810 wurde er zum Oberst befördert.
Die Feldzüge von 1813 und 1814 erlebte Collenbach mit seinem Regiment in Italien. Am 1. Mai 1815 wurde er Generalmajor und kam nach den Befreiungskriegen als Brigadier nach Bellowar an die Militärgrenze. Im Jahre 1830 erfolgte seine Ernennung Feldmarschallleutnant und wurde Divisionär in Zagreb. Bereits 1821 wurde er Kämmerer und am 2. September 1831 zweiter Inhaber des Infanterie-Regiments Prinz Leopold beider Sizilien Nr. 22. Er trat im Jahre 1833 nach 45-jähriger Dienstzeit in den Ruhestand und starb am 23. Februar 1840, im Alter von 66 Jahren, auf seinen Besitzungen in Bežanec in Kroatien.

### Ehe und Nachkommen
Gabriel von Collenbach heiratete im Jahre 1810 Juliane, eine geborene Gräfin Keglevich de Buzin und verwitwete Gräfin von Erdődy. Sie wurde Dame des Sternkreuzordens. Ihre gemeinsame Tochter Emilie Freiin von Collenbach (1814–1883) heiratet den Grafen Samuel Toma Ivan Keglevich de Buzin (1812–1882). Sie war ebenfalls Dame des Sternkreuzordens.

## Ahnentafel
| Ahnentafel des Gabriel von Collenbach       | Ahnentafel des Gabriel von Collenbach | Ahnentafel des Gabriel von Collenbach | Ahnentafel des Gabriel von Collenbach | Ahnentafel des Gabriel von Collenbach | Ahnentafel des Gabriel von Collenbach | Ahnentafel des Gabriel von Collenbach | Ahnentafel des Gabriel von Collenbach | Ahnentafel des Gabriel von Collenbach |
| ------------------------------------------- | --- | --- | --- | --- | --- | --- | --- | --- |
| Urur- großeltern                            | Franz Rudolf Collenbach († 1712), Bürgermeister und Stadtschreiber von Ratingen ⚭ Christina Clotz, entstammte dem Aachener Patriziergeschlecht Clotz | Heinrich Ferdinand Schaumburg (Schauenburg) (*≈1648), Syndikus aus Vest Recklinghausen, 1679 belehnt: Ruitmanshove; Ur-Urenkel des Kölner Kurfürst-Erzbischofs Adolf von Schaumburg (1511–1556) ⚭ Elisabeth Markfeld genannt Schulte Börste (*≈1620) zu Hof Börste bei Recklinghausen | Quirinus Chorus (≈1632–1687); Nadeldabrikant und Patrizier von Aachen, aus einem ältesten Adelsgeschlecht Aachens, bereits 14. Jahrhundert ratsgesessen; der Nadlermeister begann 1654 Hand-Nähnadeln herzustellen und zu vertreiben ⚭ 1654 Agnes Graf, Tochter von Cornellis Graff und Girtrudis Colein (Colyn) | N.N. Kettenis, Patrizier von Aachen ⚭ N.N. | N.N. Clotz, Patrizier von Aachen ⚭ N.N. | Johann Caspar Deltour (de la Tour), Tuchfärber und Bürgermeister von Aachen (1611–um 1695) ⚭ Johanna von Lomont, aus dem Aachener Zweig des limburgischen Adelsgeschlechts | N.N. Dormann, kam aus Koblenz nach Aachen ⚭ N.N.                                                                                                   | Johannes Aegidius Wespien (1640–1694), Wollhändler in Aachen ⚭ Katharina Nütten, Tochter des Notars Martin Nütten, aus seit 1368 in Aachen erwähntem Patriziergeschlecht |
| Ur- großeltern                              | Johann Caspar Collenbach (* 1686) ⚭ Maria Catharina Schaumburg (Schauenburg) | Johann Caspar Collenbach (* 1686) ⚭ Maria Catharina Schaumburg (Schauenburg) | Cornelius Chorus (senior), Aachener Nadelfabrikant und Patrizier (1659–1754). 1711 baute er auf einem Hügel in der Aachener Heide ein Haus, gelegen an einer Straße, die heute „Am Chorusberg“ heißt. ⚭ 1706 Johanna Maria Kettenis, verwitwete Nadelmeister Johann Decker | Cornelius Chorus (senior), Aachener Nadelfabrikant und Patrizier (1659–1754). 1711 baute er auf einem Hügel in der Aachener Heide ein Haus, gelegen an einer Straße, die heute „Am Chorusberg“ heißt. ⚭ 1706 Johanna Maria Kettenis, verwitwete Nadelmeister Johann Decker | Mathias Gerard von Clotz, Aachener Patrizier und Kaufmann, Bürgermeister von Aachen, erwarb 1691 Kasteel Strijthagen ⚭ Barbara Deltour (de la Tour) (* in Aachen 1653) | Mathias Gerard von Clotz, Aachener Patrizier und Kaufmann, Bürgermeister von Aachen, erwarb 1691 Kasteel Strijthagen ⚭ Barbara Deltour (de la Tour) (* in Aachen 1653)     | Johann Peter Dormann, Tuchfabrikant zu Aachen ⚭ 1697 Johanna Maria Wespien                                                                         | Johann Peter Dormann, Tuchfabrikant zu Aachen ⚭ 1697 Johanna Maria Wespien                                                                                               |
| Großeltern                                  | Freiherr Franz Rudolf von Collenbach (* nach 1700; † nach 1771), Herr zu Warden, Stellvertreter des Vogts und Agent des Kaisers in Aachen, Syndikus der jülichschen Ritterschaft, zuletzt kurpfälzischer Geheimer Rat in Aachen; 1763 österreichischer Freiherren-, 1771 Reichsfreiherrenstand ⚭ 1736 Maria Barbara Therese Chorus (* 1709), Halbschwester des Aachener Bürgermeisters und Nadelfabrikanten Cornelius Chorus (junior) (1701–1774), Großvaters von Cornelius von Guaita, Aachener Bürgermeister und Nadelfabrikant | Freiherr Franz Rudolf von Collenbach (* nach 1700; † nach 1771), Herr zu Warden, Stellvertreter des Vogts und Agent des Kaisers in Aachen, Syndikus der jülichschen Ritterschaft, zuletzt kurpfälzischer Geheimer Rat in Aachen; 1763 österreichischer Freiherren-, 1771 Reichsfreiherrenstand ⚭ 1736 Maria Barbara Therese Chorus (* 1709), Halbschwester des Aachener Bürgermeisters und Nadelfabrikanten Cornelius Chorus (junior) (1701–1774), Großvaters von Cornelius von Guaita, Aachener Bürgermeister und Nadelfabrikant | Freiherr Franz Rudolf von Collenbach (* nach 1700; † nach 1771), Herr zu Warden, Stellvertreter des Vogts und Agent des Kaisers in Aachen, Syndikus der jülichschen Ritterschaft, zuletzt kurpfälzischer Geheimer Rat in Aachen; 1763 österreichischer Freiherren-, 1771 Reichsfreiherrenstand ⚭ 1736 Maria Barbara Therese Chorus (* 1709), Halbschwester des Aachener Bürgermeisters und Nadelfabrikanten Cornelius Chorus (junior) (1701–1774), Großvaters von Cornelius von Guaita, Aachener Bürgermeister und Nadelfabrikant | Freiherr Franz Rudolf von Collenbach (* nach 1700; † nach 1771), Herr zu Warden, Stellvertreter des Vogts und Agent des Kaisers in Aachen, Syndikus der jülichschen Ritterschaft, zuletzt kurpfälzischer Geheimer Rat in Aachen; 1763 österreichischer Freiherren-, 1771 Reichsfreiherrenstand ⚭ 1736 Maria Barbara Therese Chorus (* 1709), Halbschwester des Aachener Bürgermeisters und Nadelfabrikanten Cornelius Chorus (junior) (1701–1774), Großvaters von Cornelius von Guaita, Aachener Bürgermeister und Nadelfabrikant | Johann Berthold von Clotz, kurpfälzischer Hofkammerrat, Amtmann von Winnendahl († 1752) ⚭ 1723 Maria Katharina Therese Dormann (Dormans) (* 1702)                      | Johann Berthold von Clotz, kurpfälzischer Hofkammerrat, Amtmann von Winnendahl († 1752) ⚭ 1723 Maria Katharina Therese Dormann (Dormans) (* 1702)                          | Johann Berthold von Clotz, kurpfälzischer Hofkammerrat, Amtmann von Winnendahl († 1752) ⚭ 1723 Maria Katharina Therese Dormann (Dormans) (* 1702)  | Johann Berthold von Clotz, kurpfälzischer Hofkammerrat, Amtmann von Winnendahl († 1752) ⚭ 1723 Maria Katharina Therese Dormann (Dormans) (* 1702)                        |
| Eltern                                      | Freiherr Franz Gabriel Cornelius von Collenbach (1740–1830), kurpfälzischer Regierungsrat in Aachen ⚭ 1764 Maria Theresia von Clotz zu Streithagen | Freiherr Franz Gabriel Cornelius von Collenbach (1740–1830), kurpfälzischer Regierungsrat in Aachen ⚭ 1764 Maria Theresia von Clotz zu Streithagen | Freiherr Franz Gabriel Cornelius von Collenbach (1740–1830), kurpfälzischer Regierungsrat in Aachen ⚭ 1764 Maria Theresia von Clotz zu Streithagen | Freiherr Franz Gabriel Cornelius von Collenbach (1740–1830), kurpfälzischer Regierungsrat in Aachen ⚭ 1764 Maria Theresia von Clotz zu Streithagen | Freiherr Franz Gabriel Cornelius von Collenbach (1740–1830), kurpfälzischer Regierungsrat in Aachen ⚭ 1764 Maria Theresia von Clotz zu Streithagen                     | Freiherr Franz Gabriel Cornelius von Collenbach (1740–1830), kurpfälzischer Regierungsrat in Aachen ⚭ 1764 Maria Theresia von Clotz zu Streithagen                         | Freiherr Franz Gabriel Cornelius von Collenbach (1740–1830), kurpfälzischer Regierungsrat in Aachen ⚭ 1764 Maria Theresia von Clotz zu Streithagen | Freiherr Franz Gabriel Cornelius von Collenbach (1740–1830), kurpfälzischer Regierungsrat in Aachen ⚭ 1764 Maria Theresia von Clotz zu Streithagen                       |
| Freiherr Gabriel von Collenbach (1773–1840) | | | | | | | | |